# Cerkiew Zaśnięcia Najświętszej Maryi Panny w Boćkach

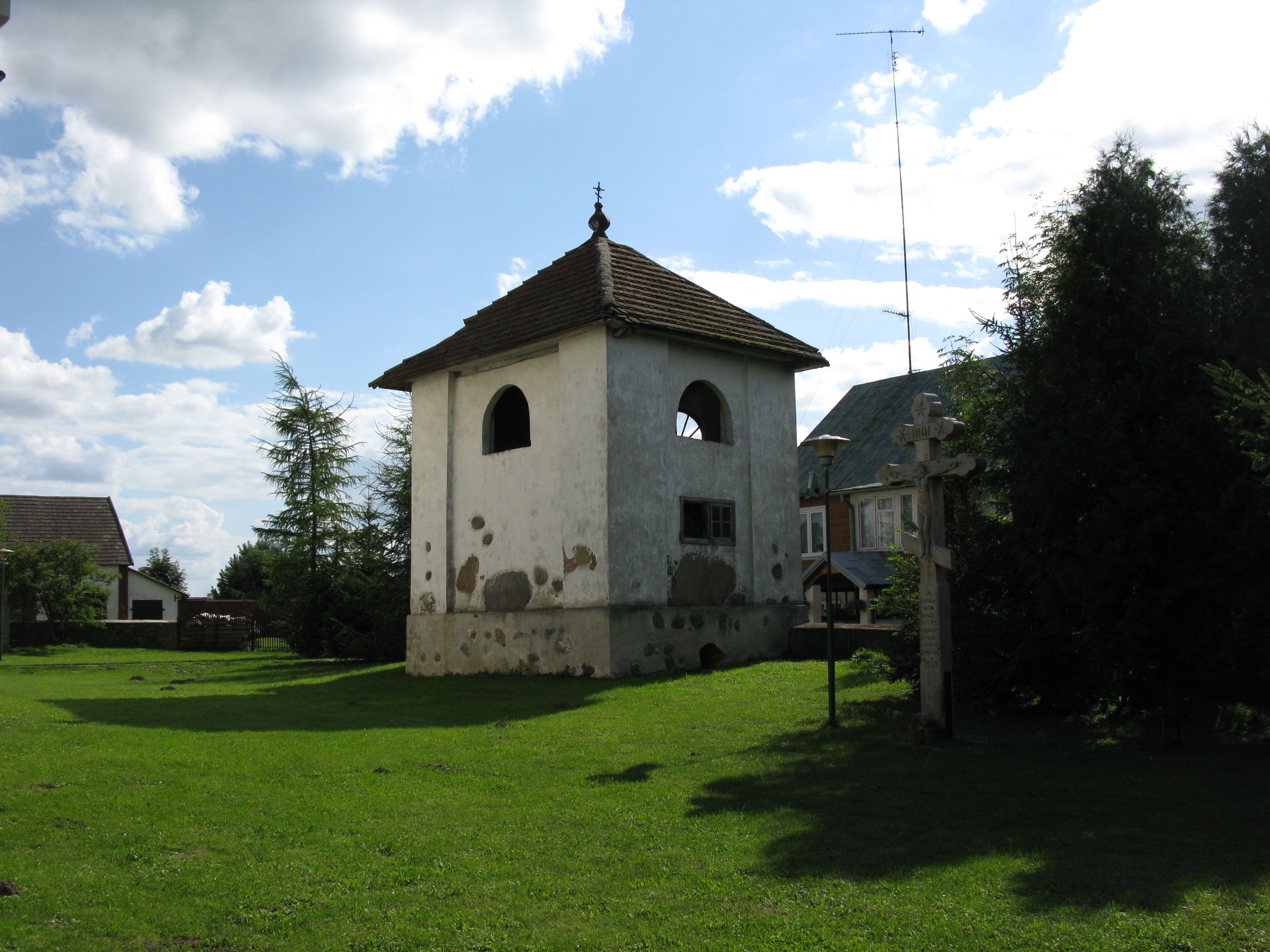
Dzwonnica

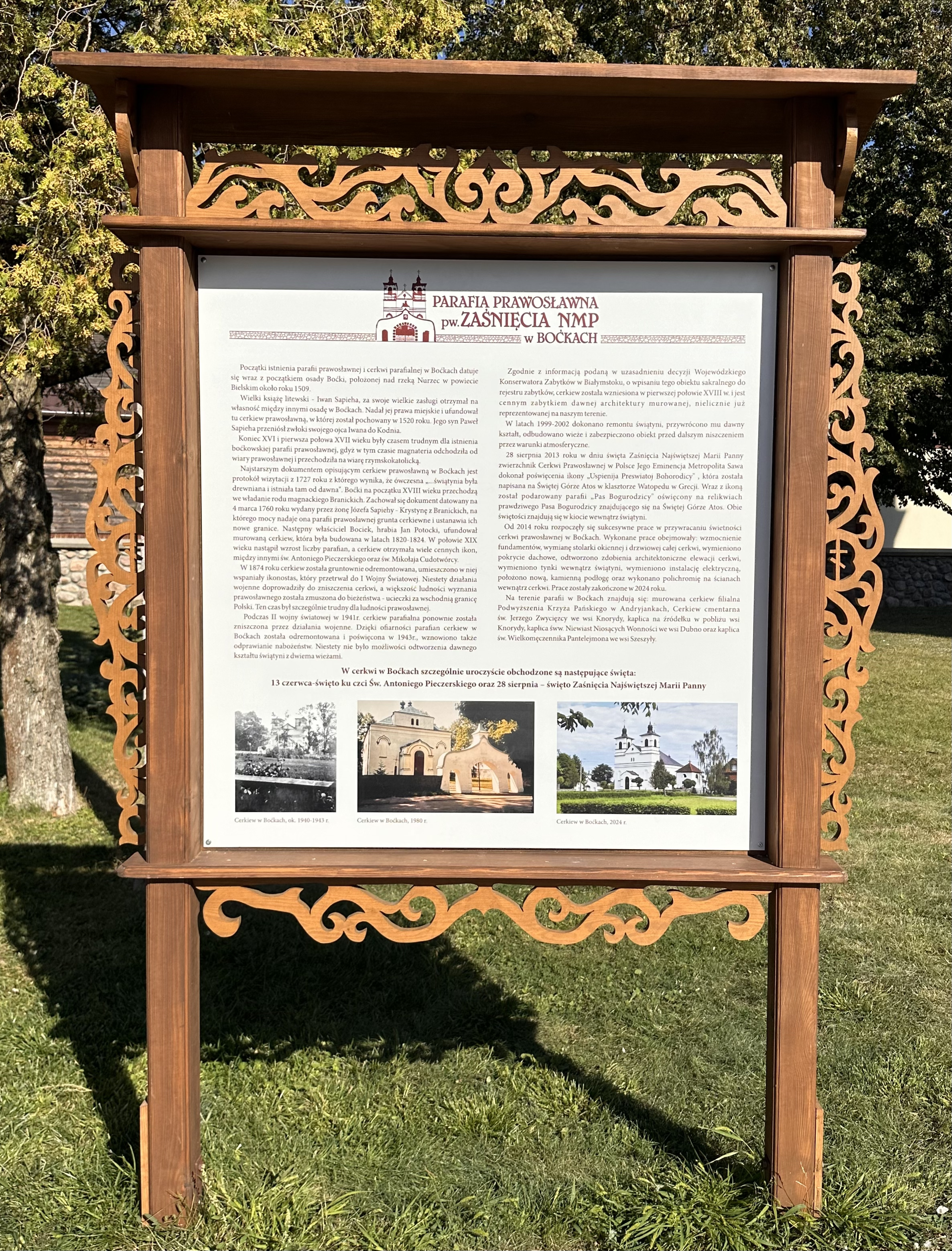
Tablica zawierająca rys historyczny parafii.

Cerkiew Zaśnięcia Najświętszej Marii Panny – prawosławna cerkiew parafialna w Boćkach. Należy do dekanatu Bielsk Podlaski diecezji warszawsko-bielskiej Polskiego Autokefalicznego Kościoła Prawosławnego. Mieści się w centrum wsi, przy Placu Armii Krajowej.
Prawosławna parafia w Boćkach istniała od początku XVI w., po podpisaniu aktu unii brzeskiej przyjęła jej postanowienia. Początkowo unicka świątynia we wsi była budowlą drewnianą. Murowaną cerkiew tego obrządku wzniesiono (według różnych źródeł) w XVIII w., w latach 1819–1824 lub w 1820. W 1839, na mocy postanowień synodu połockiego, miejscowa parafia została włączona do Rosyjskiego Kościoła Prawosławnego. Po powstaniu styczniowym z inicjatywy naczelnika powiatu bialskiego Ignacego Borejszy budynek został przebudowany w ten sposób, by uległa zatarciu jego pierwotna architektura, a obiekt upodobnił się do cerkwi prawosławnych na ziemiach rdzennie rosyjskich.
Budowla została uszkodzona podczas I wojny światowej. W niepodległej Polsce funkcjonowała początkowo jako filia parafii św. Michała Archanioła w Bielsku Podlaskim, a od 1929 – ponownie jako cerkiew parafialna. Poważne straty poniosła w czasie II wojny światowej, gdy na skutek niemieckiego ostrzału zawaliły się obie wieże i dach. W 1943 została prowizorycznie zrekonstruowana. Pierwotny wygląd obiektu przywrócono w czasie gruntownej renowacji w latach 1999–2002. Jest to jedyna na terenie Podlasia prawosławna murowana cerkiew dwuwieżowa.

## Historia

### Pierwsza cerkiew prawosławna
Cerkiew prawosławna prawdopodobnie istniała w Boćkach od początku istnienia osady. W 1509 miejscowość tę otrzymał wojewoda podlaski Jan Sapieha, który nadał jej prawa miejskie i ufundował nowy prawosławny obiekt sakralny. W nim też został w 1520 pochowany. W 1577 w źródłach odnotowano, że parafia tego wyznania posiadała w Boćkach znaczące dobra, w tym domy na terenie miasta. Po unii brzeskiej placówka duszpasterska przyjęła jej postanowienia. Nastąpiło to prawdopodobniej do końca I połowie XVII w., podobnie jak w przypadku innych świątyń w regionie.

### Cerkiew unicka
W protokole wizytacji kanonicznej przeprowadzonej w 1727 w unickiej parafii w Boćkach zapisano, że drewniany obiekt sakralny istniał w Boćkach od dawna. Placówka duszpasterska nadal dysponowała wówczas licznymi dobrami ziemskimi; zostały one zmniejszone w tym samym stuleciu, kiedy Boćki stały się własnością Branickich herbu Gryf. W 1760 Krystyna Sapieha z d. Branicka ponownie nadała parafii grunta i wyznaczyła nowe granice jej majątku. Do 1797 parafia w Boćkach pozostawała w strukturach unickiej diecezji włodzimiersko-brzeskiej. W wymienionym roku parafia unicka w Boćkach weszła w skład dekanatu drohiczyńskiego diecezji supraskiej i pozostawała w niej do likwidacji administratury w 1807. Następnie znalazła się w unickiej metropolitalnej diecezji wileńskiej.
Według części źródeł murowaną świątynię unicką w Boćkach wzniósł Jan Alojzy Potocki w latach 1819–1824 lub w 1820, trzy lata przed tym, gdy Potocki sprzedał dobra boćkowskie. W uzasadnieniu decyzji Wojewódzkiego Konserwatora Zabytków w Białymstoku budowlę datowano na I połowę XVIII w.. Budynek został wyświęcony jako cerkiew unicka w 1824.
W 1837 unicka cerkiew w Boćkach nosiła wezwanie Zaśnięcia Najświętszej Maryi Panny. Boćki były jedną z miejscowości, w których w końcu XVIII w. i w I połowie wieku XIX odnotowano najwięcej przypadków przechodzenia unitów na obrządek łaciński.
O silnych wpływach katolicyzmu łacińskiego na unicką parafię w Boćkach świadczy fakt, że pierwotnie budynek był bliźniaczo podobny do klasycystycznych kościołów wznoszonych w tym samym okresie. Na wyznanie obiektu wskazywały jedynie wieńczące wieże krzyże z dwiema poprzecznymi belkami. Również wyposażenie świątyni w XVIII–XIX w. było silnie zlatynizowane, co odpowiadało ówczesnym tendencjom w rozwoju Kościoła unickiego, zgodnymi z wytycznymi synodu zamojskiego z 1720. Do zmiany tego stanu rzeczy przystąpił w latach 30. XIX w. konsystorz unickiej metropolii wileńskiej pod kierunkiem biskupa Józefa, przygotowując tym samym konwersję całej administratury na prawosławie. Na początku akcji delatynizacyjnej, w 1834, konsystorz wytypował najważniejsze i najzamożniejsze świątynie w metropolii. W grupie tej znalazło się szesnaście cerkwi na Podlasiu, a wśród nich także obiekt sakralny w Boćkach.
W latach 30. XIX w. świątynia nie posiadała ikonostasu, co było typowe dla zlatynizowanych unickich cerkwi na Podlasiu. Jedynie na jednej ze ścian zawieszono rząd ikon w porządku nawiązującym do rzędu namiestnego w ikonostasie, a nad nim – inne, już dowolnie rozmieszczone wizerunki. W boćkowskiej świątyni unickiej znajdowały się również organy oraz ambona.
W 1835 do obiektu wstawiono prawosławny ołtarz główny (cs. prestoł) oraz stół ofiarny (cs. żertwiennik), jak również konstrukcję ikonostasu. Organy usunięto z obiektu przed czerwcem 1837. Wcześniej, do 1836, cerkiew w Boćkach otrzymała komplet prawosławnych naczyń liturgicznych. W tym samym roku na potrzeby parafii przekazano także księgi liturgiczne drukowane w Petersburgu, dostosowane do rytu synodalnego. W cerkwi w Boćkach pozostawiono natomiast pounicką ambonę, gdyż konsystorz uznał, że w obszernej świątyni jej obecność nie stanowi problemu.
Z powodu niechęci wobec planowanej konwersji na prawosławie proboszcz parafii w Boćkach Bazyli Wysiekirski (jeden z sygnatariuszy wysłanego w 1838 przez kilkunastu unickich kapłanów pisma do cara, w którym proszono o możliwość pozostania przy obrządku unickim) został w 1838 usunięty z pełnionej funkcji. O powrót duchownego bezskutecznie ubiegali się parafianie, pisząc w tej sprawie pismo do konsystorza.
Bezpośrednio przed konwersją na prawosławie dokonaną w 1839 liczbę wiernych miejscowej parafii oszacowano na 1500 osób zamieszkałych w Boćkach oraz w sąsiednich wsiach. Według innego źródła w 1838 do parafii boćkowskiej należały 1822 osoby, z czego realnie praktykowało 1475.
Parafia w Boćkach przeszła ostatecznie do Rosyjskiego Kościoła Prawosławnego w 1839, na mocy ustaleń synodu połockiego, podobnie jak wszystkie inne cerkwie unickie w regionie.

### Cerkiew prawosławna w zaborze rosyjskim
Po powstaniu styczniowym naczelnikiem wojskowym powiatu bielskiego był Ignacy Borejsza, pochodzący z polskiej rodziny ziemiańskiej, lecz całkowicie zrusyfikowany. Z jego inicjatywy na terenie powiatu wzniesiono szereg kaplic i pomników upamiętniających stłumienie niepodległościowego wystąpienia, podjęto również remonty świątyń prawosławnych połączone z przebudowami w stylu bizantyjsko-rosyjskim. W 1864 z inicjatywy Borejszy zwołane zostało spotkanie komisji złożonej z przedstawicieli miejscowych władz rosyjskich oraz duchowieństwa (miejscowy proboszcz oraz dziekan), na którym omówiono możliwości podjęcia takich prac budowlanych w Boćkach. Na spotkaniu zdecydowano o wymianie podłogi, zastąpieniu ikonostasu z 1836 nowym, jak również o zakupie chrzcielnicy, chorągwi procesyjnych, dwóch dzwonów i płaszczenicy, a ponadto o remoncie wzniesionej w 1852 plebanii. Uczestnicy spotkania stwierdzili, że parafianie są zbyt ubodzy, by sfinansować renowację. W 1866 sama miejscowa społeczność prawosławna zdecydowała jednak, by w ramach remontu wykonać także wymianę dachu, skonstruowanie deskowego sufitu oraz malowanie całego budynku. W tym samym roku opracowano kosztorys prac i uzyskano rządową dotację na całą przedstawioną kwotę – 3174 ruble i 59 kopiejek. W 1872 stwierdzono, że pierwotna kwota była niewystarczająca, a na remont potrzebne było dalsze 1657 rubli. Koszty te mieli opłacić parafianie, dopuszczono jednak, by w przypadku niemożności zgromadzenia tych funduszy wspólnota ubiegała się o kredyt w Ministerstwie Spraw Wewnętrznych. Ponieważ jednak na początku lat 70. XIX w. ludność w Boćkach i okolicach zubożała na skutek pożarów i pomoru bydła, parafianie od razu wystąpili o taki kredyt, poręczając go własnym majątkiem.
Pierwszy plan przebudowy świątyni opracował architekt Grosman, jednak jego pracę uznano za nieudolną i zamówiono drugi projekt u Leonarda Krzyżanowskiego, cywilnego architekta gubernialnego. Opracował on dwie propozycje przebudowy cerkwi. Pierwszy wariant zachowywał pierwotny charakter obiektu, zakładał jedynie zwieńczenie wież cebulastymi kopułkami i powiększenie oraz zmianę kształtu okien. Proponowane zmiany uznano za zbyt mało radykalne i projekt odrzucono. Zaakceptowany został drugi, którego najważniejszym elementem była cebulasta pseudokopuła na środku kalenicy, a także cebulaste kopułki na dwóch wieżach, które w nowym układzie budynku przestawały być główną dominantą obiektu. Krzyżanowski wprowadził również do cerkwi w Boćkach detal nawiązujący do architektury moskiewskiej, zmieniając kształt portalu i zdobiąc okna łukami w formie kokoszników.
Do wykonania prac snycerskich przy ikonostasie (zaprojektowanym także przez Krzyżanowskiego) zatrudniono rzeźbiarza Koronowskiego. Zakupiono również nowe ikony do ikonostasu (ufundował je Joannikij Kłopotowski, kupiec z Moskwy, być może pochodzący z Podlasia) i trzy dalsze wizerunki świętych, żeliwne krzyże na kopuły i blachę na pokrycie dachu. Oprócz środków z państwowego kredytu, parafianie przeznaczyli na remont także prywatne fundusze; zakup ikon wsparł ponadto ks. Dmitrij Nowski, służący w soborze Zaśnięcia Matki Bożej w Moskwie. Do obiektu dobudowano przedsionek, wzniesiono cebulaste kopułki i przekształcono okna, zamieniając cztery półokrągłe otwory w elewacji na osiem okien półkolistych. Dodatkowe okna zostały wykute także w pomieszczeniu ołtarzowym i na wieżach. Prace budowlane zakończono w grudniu 1874.
Parafia w Boćkach należała do dekanatu drohiczyńskiego eparchii wileńskiej i litewskiej. Po utworzeniu eparchii grodzieńskiej znalazła się w jej granicach. W 1864 do świątyni uczęszczało ponad 1900 wiernych, zaś na początku XX w. liczbę wiernych oszacowano na 2260 osób.
Cerkiew została poważnie uszkodzona podczas pożaru w czasie I wojny światowej. Całkowitemu zniszczeniu uległo wówczas jej wyposażenie. Większość miejscowych wiernych przebywała wówczas na bieżeństwie; prawosławni mieszkańcy wsi wracali do niej po 1920.

### Po 1918
Powracający do Bociek prawosławni dokonali prowizorycznego remontu cerkwi, by umożliwić odprawianie w niej nabożeństw. Polskie ministerstwo wyznań religijnych i oświecenia publicznego nie zgodziło się na zarejestrowanie parafii we wsi. Budowla sakralna była czynna jako filia parafii św. Michała Archanioła w Bielsku Podlaskim. Status cerkwi parafialnej uzyskała ponownie w 1929.
W czasie II wojny światowej, w 1941, świątynia ponownie została poważnie uszkodzona na skutek niemieckiego ostrzału. Zrujnowane zostały dwie wieże cerkwi i sygnaturka nad nawą, zawalił się dach, zniszczeniu uległo wyposażenie. W 1943 w obiekcie dokonano podstawowych napraw i przywrócono go do użytku liturgicznego. Z powodu braku środków nie odbudowano wież. W czasie II wojny światowej liczbę uczęszczających do świątyni szacowano na 2697 osób. Zniszczenia i dwa prowizoryczne remonty przeprowadzone po I i II wojnie światowej doprowadziły do wyeliminowania z bryły budynku niektórych elementów wprowadzonych po przebudowie według projektu Krzyżanowskiego. Ponowne poświęcenie cerkwi miało miejsce dopiero w 1955. Cerkiew wpisano do rejestru zabytków 3 listopada 1966 pod nr A-399.
W 1999 rozpoczął się gruntowny remont całego obiektu, finansowany z dobrowolnych składek parafian oraz z daru Anatola Siegienia, prawosławnego duchownego pochodzącego z Polski i służącego w Stanach Zjednoczonych. W czasie renowacji wymieniono fundamenty, umocniono ściany budowli, wzniesiono kopułę nad nawą i nadbudowano wieże do poprzedniej wysokości, w oparciu o projekt architekta Marka Tryburskiego. Usunięto pokryte grzybem tynki, odwodniono grunt wokół świątyni i wycięto rosnące obok niej drzewa. Wymieniono pozostałe kopuły i położono nowy miedziany dach, we wnętrzu odnowiono kolumny oraz ikonostas, cały teren cerkiewny otoczono natomiast nowym ogrodzeniem i odnowiono bramę wjazdową. 
Ponownej konsekracji cerkwi dokonał metropolita warszawski i całej Polski Sawa 28 sierpnia 2002. W 2003, rok po ukończeniu renowacji i po powtórnym wyświęceniu obiektu, świątynia jako pierwsza prawosławna cerkiew w Polsce i jako drugi obiekt zabytkowy na Podlasiu otrzymała tytuł Zabytku Zadbanego (wzorowo utrzymanego, użytkowanego i odremontowanego) nadawany przez Generalnego Konserwatora Zabytków. Na początku XXI w. liczbę uczęszczających do świątyni oszacowano na ok. 800 osób.
W 2014 r. rozpoczęto kolejny kompleksowy remont świątyni, mający na celu przywrócenie jej dawnej świetności. Wykonane prace obejmowały: wzmocnienie fundamentów, wymieniono pokrycie dachowe, odtworzono zdobienia architektoniczne elewacji cerkwi, wymieniono tynki wewnątrz świątyni, położono nową, kamienną podłogę oraz wykonano polichromię na ścianach wewnątrz cerkwi. Wykonano również rekuperację budynku, która zapobiega powstawaniu wilgoci w cerkwi. Wszystkie prace zostały zrealizowane z poszanowaniem dla zabytkowej budowli. Prace zostały zakończone w 2024 roku. Po remoncie, w dniu 29 sierpnia 2024 r., cerkiew została ponownie konsekrowana. Uroczystościom przewodniczyli arcybiskup bielski Grzegorz oraz biskup siemiatycki Warsonofiusz. W tym samym dniu obchodzono również 200. rocznicę budowy świątyni oraz stulecie autokefalii Polskiego Autokefalicznego Kościoła Prawosławnego. 